# 톰 닐

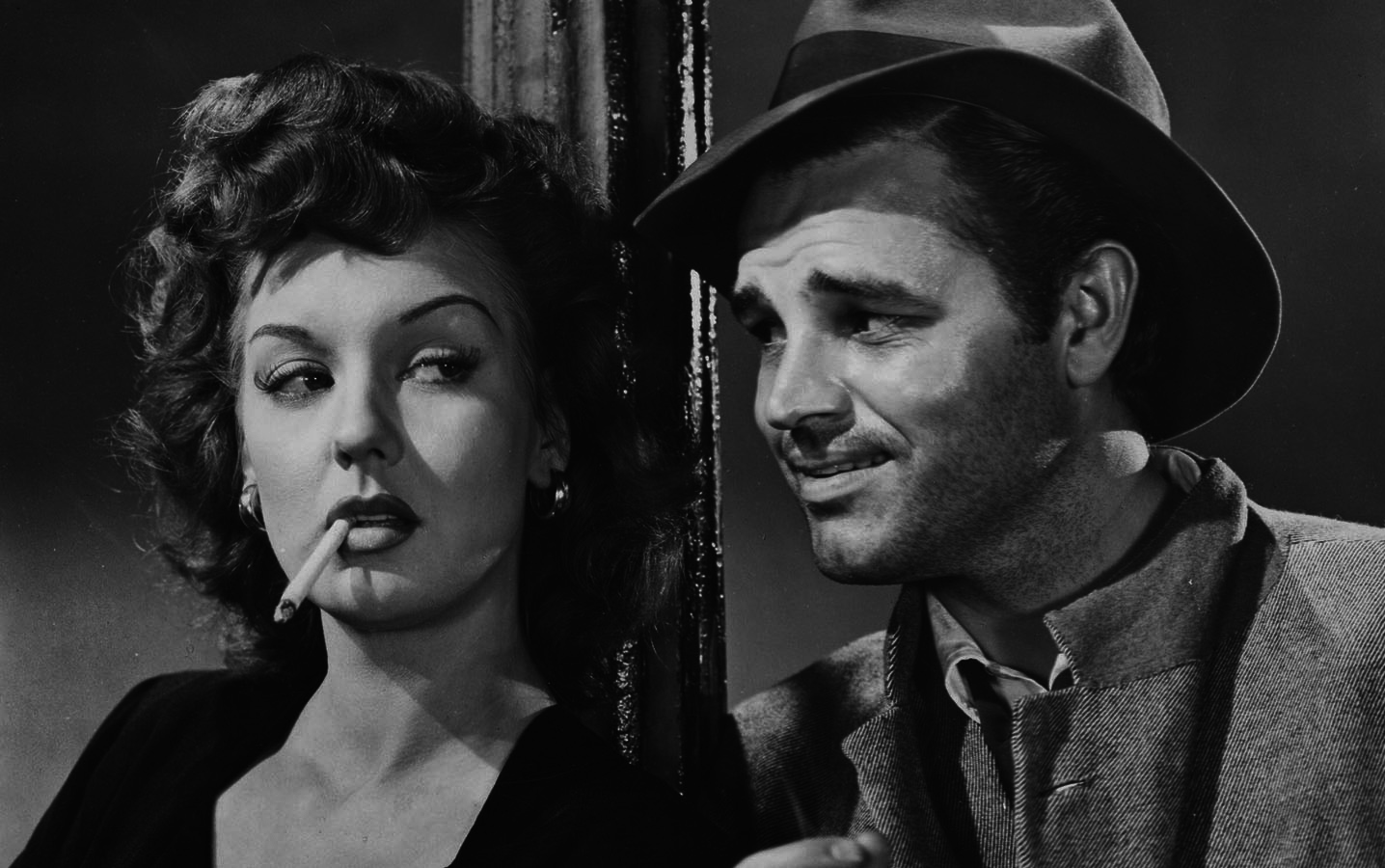

톰 닐(Tom Neal, 1914년 1월 28일 ~ 1972년 8월 7일)은 미국의 연극 배우, 텔레비전 배우, 권투 선수이다.
에번스턴에서 태어났으며 노스할리우드에서 사망하였다. 사인은 심근 경색이다.

## 영화
- 우회 (1945년) - 알 로버츠 역
- 에어 포스 (1943년)
- 차이나 걸 (1942년)
- 데이 올 컴 아웃 (1939년)
- 호놀룰루 (1939년)
- 어나더 씬 맨 (1939년)